# Usini
Usini är en ort och kommun i provinsen Sassari i regionen Sardinien i Italien. Kommunen hade 4 362 invånare (2017).